# Anticonsumismo

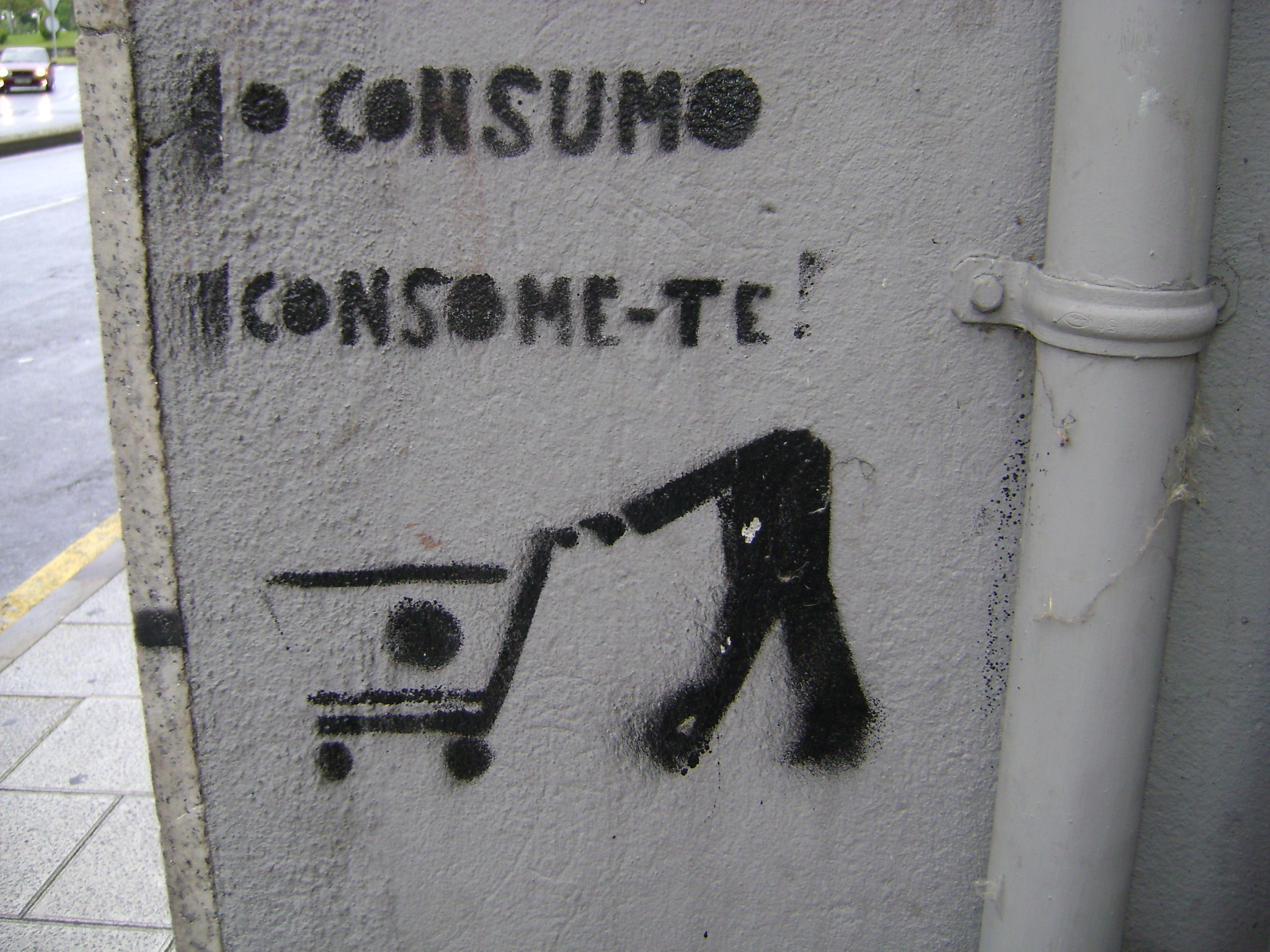
El consumo te consume. Esténcil anticonsumista.

El anticonsumismo es una ideología sociopolítica que rechaza al consumismo, entendido como el consumo superfluo y desmedido de bienes y servicios
Es parecido, mas no idéntico, al activismo anticorporativo (anti-corporate activism). Implica la compra desmesurada junto con la posibilidad de acceso a cualquier producto del mercado. 
El activismo anticonsumista muchas veces conserva una estrecha relación con el activismo ecológico y el altermundismo, y a veces con el activismo en defensa de los animales debido a la oposición a las prácticas de algunas trasnacionales como McDonald's (véase Caso McDonald's Restaurants contra Morris y Steel).
En años recientes, ha habido un incremento en el número de libros (Naomi Klein 2000 No logo como el mejor ejemplo) y películas (La corporación, Surplus) que han ofrecido una visión ideológica anticorporativa al público.

## Entorno
El anticonsumismo generalmente es asociado con la crítica al consumo a partir de Karl Marx y Thorstein Veblen, pero según el libro de Veblen Theory of the Leisure Class, los orígenes del consumismo se remontan al mismo principio de las civilizaciones humanas. 
El consumismo, también puede referirse a políticas económicas asociadas con la economía Keinesiana, y, en sentido abstracto, referirse a la creencia en que la libre elección de los consumidores debería regir la estructura económica de la sociedad.[cita requerida] El comediante Bill Hicks y el escritor Pier Paolo Pasolini presentaron una fuerte oposición al consumismo.

## Política y sociedad

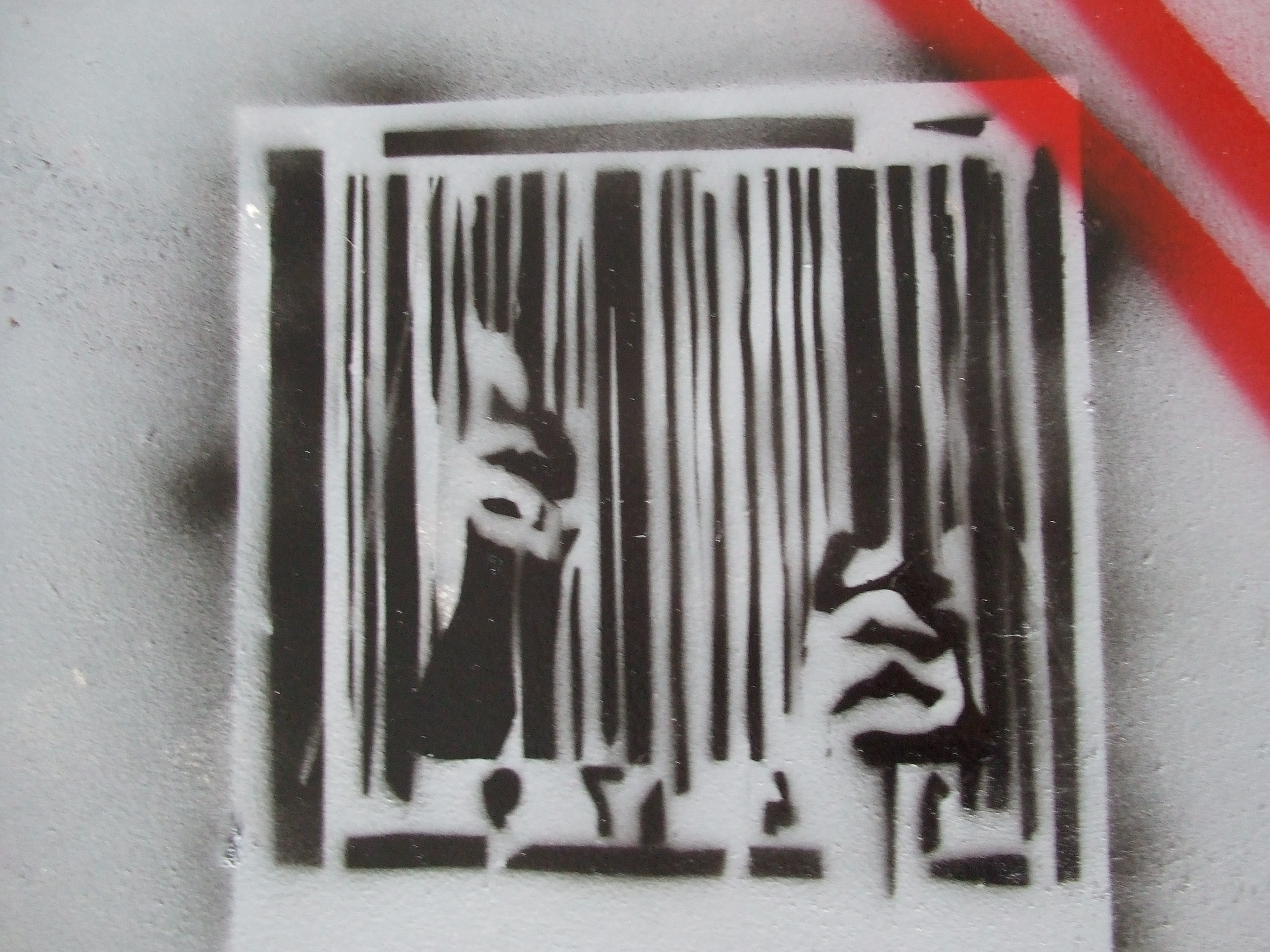
Graffiti anticonsumista, Código de barras en el arte, Grafiti de presos, Grafiti con esténcil

Los activistas anticorporativos creen que el aumento de las grandes corporaciones está amenazando la autoridad legítima del estado y de los estratos públicos. Se siente que esas corporaciones están invadiendo la privacidad de la gente, manipulando la política y el gobierno, y creando falsas necesidades de consumo. 
El tipo de evidencia que soporta estas opiniones incluye la publicidad invasiva (como el adware, el spam, el Telemarketing, etc.), las gigantescas contribuciones económicas a candidatos en elecciones democráticas por parte de las corporaciones, la interferencia en las políticas de las naciones soberanas, y un sinfín de historias en el mundo acerca de corrupción relacionada con las empresas. Los manifestantes anticonsumistas alegarían que las grandes corporaciones solo tienen la obligación de responder ante sus accionistas, dando a los derechos humanos y otros aspectos similares poca o ninguna importancia. 
En la práctica, la dirección de una compañía sí tiene una responsabilidad primaria por sus accionistas, pues cualquier actividad filantrópica que no sea útil para la empresa podría generar diferencias y rupturas de confianza. Este tipo de responsabilidad financiera significa que las corporaciones multinacionales usualmente buscan estrategias que intensifican el trabajo y tratan de reducir costos. 
Por ejemplo, tratan de encontrar (ya sea directamente o a través de empresas de outsourcing o Subcontratación) países con economías basadas en bajos salarios y con leyes que no sean exigentes con los derechos humanos, con las prestaciones laborales, con el Medio ambiente, etc. (ver, por ejemplo, Nike).